# 王清汉
王清汉，河南洛阳人，是一名清朝政治人物。举人出身。
王清汉曾于1811年接替仇晋任娄县知县一职，1811年由沈映枫接任。